# Parafilní infantilismus
Parafilní infantilismus, také autonepiofilie nebo adult baby syndrome představuje parafilii – sexuální fetišismus u osob, které touží hrát roli dítěte, a to ve všech jejích atributech. Dochází tak k navození regresivního stavu do kojeneckého (ev. batolecího) věku. V komunitě osob s touto identitou se používá též zkratka AB či ABDL („adult baby/diaper lovers“) a pro příslušné aktivity se používá označení ageplay; v takovém případě jde zpravidla o chování odpovídajícímu dětem ve věku 2–5 let.

## Charakteristika
Projevy jednání mohou zahrnovat pití z kojenecké láhve a navlékání plenek. Někteří jedinci mají zkušenost s hlazením, laskáním a chováním v náruči (dospělý, jenž provozuje pouze kojenecké aktivity, je označován jako „adult baby“ /dospělé dítě). Osoby mohou projevovat náklonnost k masochistickým, donucovacím a ponižujícím praktikám ve formě trestu. Sexuologie popisuje také specifický typ, tzv. infantilismus neboli „plenkový fetišismus“, v němž jsou takto atrahované osoby označovány za „diaper lovers“ (milovníky plenek). Manifestuje se sexuálním či erotickým vzrušením a uspokojením z nošení plenek. Takové chování však nemusí vykazovat známky regrese do kojeneckého věku.
Jedinci s oběma typy jednání jsou řazeni do skupiny „adult baby/diaper lovers“ (ABDL). Mezi příznaky se řadí i znečišťování plen močí a výkaly. Takto zaměřené osoby mohou vyhledávat vzájemná setkání, hrát si a najímat ženy na hlídání. V partnerském vztahu může spolupracující partner přijmout roli chůvy či matky, nebo otce. Pohlavní styk, při hraní si na batole, nepředstavuje pro parafilika touhu.
První publikovaný případ „adult babies“ proběhl na počátku 90. let 20. století v San Franciscu. Parafilický infantilismus se objevil jako jedna z forem alternativního životního stylu v řadě západních zemích včetně Spojených států, Spojeného království, Německa a Austrálie. Organizace „Diaper Pail Friends“ byla založena v San Franciscu a rozrostla se na přibližně 3 tisíce členů k roku 1995.

## Komunita a subkultura
Podobně jako osoby s jinými parafiliemi či méně obvyklými identitami, i v případě osob charakterizujících se jako adult baby dochází k tvorbě a sdílení značného množství obsahu na sociálních sítích a internetu. Probíhají tak laické pokusy o kategorizaci, jako například emocionální či parafilní adult baby. Podle subjektivních výpovědí (často anonymních osob na internetu) se emocionální adult baby často cítí příjemně, když je plně závislé na svých „rodičích“ a cití se dobře v submisivním postavení, součástí jeho postavení má být poslouchání příkazů rodičů, nebo lidí v roli rodičů, ale také přijímání rodičovské lásky, starostlivosti a pocitu bezpečí od nich a právě tím se cítí nejvíce uspokojené, je to vlastně snaha o připomenutí si vlastního dětství, případně prožití nového, lepšího dětství a zároveň útěk od zodpovědnosti a starostí dospělého života. Parafilní adult baby pak zmiňují asociaci s fetišismem a popisují sexuální vzrušení z role dítěte, které je vystavováno velmi tvrdé „výchově“ a především často trestům, může být srovnatelné s BDSM praktikami.
Podle subjektivních výpovědí se přinejmenším některé osoby identifikující jako adult baby snaží cítit se jako malé dítě, protože jim to přináší příjemné pocity nebo sexuální vzrušení. Adult Babies se prý snaží chovat jako malé děti: používají často dudlík, dětskou postýlku s mřížemi, dětský nábytek (stolička/chodítko...), plenky, různé druhy hraček pro děti předškolního a batolecího věku, dětské oblečení, dekoraci v dětském stylu. Adult Babies mohou hrát svoji hloupost, naivitu, nešikovnost, neschopnost, inkontinenci a mnoho dalšího typického pro předškolní a batolecí věk, dále například hru s hračkami, a další hry jako je vybarvování omalovánek či stavění z Lega. Někteří si dokonce holí i veškeré tělesné ochlupení.
V komunitních internetových zdrojích se často uvádějí také problémy, související s rozvojem inkontinence v důsledku dlouhodobého nošení plen. Faktem je že nošení těsných, plastových/igelitových plen také zvyšuje teplotu ve varlatech a při dlouhodobějším nošení může dojít k dočasnému omezení plodnosti, funkce varlat se však po určité době vrací zcela do normálu.
Specifickou kategorií je „sissy“; v tomto případě jde o specicky mužský projev, při kterém dospělý muž přijímá roli malé a pokud možno rozkošné dívky, jde tedy o projev transvestitismu.

## Odborná pomoc
V České republice se mimo jiné tématem parafilního infantilismu zabývá projekt Parafilik, realizovaný v rámci Laboratoře evoluční sexuologie a psychopatologie Národního ústavu duševního zdraví. V rámci svých služeb nabízí bezplatnou anonymní pomoc formou krizové intervence, dlouhodobé terapie a online poradny. Hlavními cíli nabízené pomoci je podpora kontroly vlastní sexuality a zlepšení duševní pohody podle hesla projektu „Nemůžete za své pocity, můžete za své činy.“